# José Enrique Moyal
Pour les articles homonymes, voir Moyal.
José Enrique Moyal (également connu comme Jo ou Joe Moyal, hébreu : יוסף הנרי מויאל), né le 1er octobre 1910 à Jérusalem et mort le 22 mai 1998 à Canberra en Australie, est un mathématicien-physicien connu pour ses contributions notoires en génie aéronautique, en génie électrique et en statistiques, entre autres domaines.

## Travaux
Il aida à établir la formulation d'espace de phase (en) de la mécanique quantique en 1949 en rapprochant les idées d'Hermann Weyl, de John von Neumann, d'Eugene Wigner, et d'Hilbrand J. Groenewold. Cette formulation est statistique par nature et établit des connexions logiques entre la mécanique quantique et la mécanique classique, rendant possible une comparaison naturelle entre les deux formulations.
Le terme de transformation de Wigner-Weyl (en) est synonyme de « quantization de Moyal », ou « quantization d'espace de phase », et évite dans une large mesure l'utilisation d'opérateurs pour les observables de la mécanique quantique qui prévalent dans la formulation canonique. L'évolution quantum-mécanique dans un espace de phase est spécifiée par un crochet de Moyal (en).
Il grandit à Tel Aviv, et fut élève de lycée hébraïque Herzliya. Il fit ses études à Grenoble à la fin des années 1920, à l'Institut supérieur d'électrotechnique, puis après être brièvement retourné à Tel-Aviv, il poursuivit ses études à l'École supérieure d'électricité à Paris, à l'Institut de statistiques, et finalement à l'Institut Henri-Poincaré. Il produisit son œuvre fondamentale en temps de guerre en Angleterre, dans les années 1940, pendant qu'il était employé par la firme aéronautique britannique de Havilland. Il était professeur de mathématiques à l'université Macquarie. C'était un collègue de John Clive Ward à l'ancienne « School of Mathematics and Physics », ayant précédemment travaillé à l'Argonne National Laboratory en Illinois.

## Publications
- DOI Quantum mechanics as a statistical theory
- J. E. Moyal, Stochastic Processes and Statistical Physics dans Journal of the Royal Statistical Society B, 11, (1949), 150-210.

## Hommages
L'Université Macquarie décerne chaque année la médaille Moyal pour récompenser des contributions à la recherche en mathématiques, en physique ou en statistique.
- J. Gani, « Obituary: José Enrique Moyal » dans J. Appl. Probab. 35 (1998), no. 4, 1012–1017 (Hommage posthume).
- M. S. Bartlett, « José Enrique Moyal » dans The Statistician 48 (1998), 273-274. Bartlett expose tout l'apport qu'il doit à la vaste connaissance de Moyal de la littérature européenne sur les probabilités.